# NGC 4969-1
NGC 4969-1 este o galaxie situată în constelația Fecioara. A fost descoperită în 27 aprilie 1887 de către .